# ウォートラン トルーパーズ
ウォートラン トルーパーズ（WARTRAN TROOPERS）は、コナミが2004年にリリースしたアーケード用ガンシューティングゲーム。プレイ人数は1〜4人。
ゲームそのものは2002年に投入された『ワールドコンバット』（通称・ワルコン。以下この表記を用いる）の続編にあたり、箱体もワルコンのものと殆ど大差ない。ライフル型コントローラ、4人同時プレイシステムなども変更されていない。
但し、e-AMUSEMENTの導入に伴い、カードリーダーが設置されるなど、若干の改造点も見られるが、全体的に見て、ハード面はワルコンを引き継いでいる。
対して、ソフト面はかなり手が加えられており、もはや『ワルコン』の面影は全くないと言ってよい。以下、『ワルコン』と『ウォートラン トルーパーズ』（通称・ウォートラン。以下この表記を用いる）の相違点を挙げる。

## e-AMUSEMENTによる特典
設置店舗で販売されているe-AMUSEMENTカード（磁気カード）を購入し使用することで以下の特典が受けられる。
- 名前の登録
- クリアしたステージ、獲得した勲章、武器。現階級の保存。
- ハイスコアランキングへの参加

5年にわたりサービスを展開していたが、2009年9月30日23時59分をもってe-AMUSEMENTによる機能が終了した。

## ハード構成の変更
ワルコンでは基板2枚の構成だったのに対し、ウォートランではPC1台が導入された。OSは起動画面よりWindows XPと思われる。

## 階級システム及びリーダー制
二等兵〜元帥の階級や呼称そのものや、得点（＝階級）の高いものが同時にプレイしている複数人の中でライフ回復等の特典を得るリーダー制自体に変更はないが、『ワルコン』では昇進がステージ中での得点の変動による（戦闘中に昇進する）ものであったのに対し、『ウォートラン』はステージクリアごとに成績より勲章を獲得し、（ステージクリア、ボス撃破、ダイレクト撃破など）その数により昇進するようになった。これは、前述のe-AMUSEMENTカードの導入により、勲章、階級の保存が可能になったためと考えられる。
ただし、勲章を全て獲得しても少将までで、最高ランクの元帥にはなれない。中将になるには店舗内スコアランキングで1位を、大将は師団（全店舗を北海道・東北地方、関東地方、中部・北陸地方、近畿地方、中国・四国地方、九州地方、香港・台湾地方をそれぞれ師団として分類）1位を、最高ランクの元帥になるには全国1位になる必要がある。
なお、上位の階級のプレイヤーがいる場合はランクが繰り下がる（大将輩出店舗は店舗2位が中将に。元帥輩出師団は師団2位が大将になる）。

## 照準
正しい射撃姿勢を取ると出現する照準が、『ワルコン』ではスコープであったのに対し、『ウォートラン』ではただの照準具に変更されている。

## 画面演出
人物に対してトゥーンレンダリング風な描画がされている。

## ストーリー
これまでの「戦車」に代わり「装脚式戦車（タンク）」が活躍する架空の世界。連合国防軍（NDF）では独自の軍事訓練コマンド、通称「WARTRAN（ウォートラン）」が行われていた。
- 以下、「WARTRAN’（ウォートラン）」概要
  - 訓練生は新兵や将兵が対象となっている[1]。
  - そのプログラムは陸海空全てに展開し、基礎訓練から特殊技能訓練、戦略シミュレーションに至るまで多岐に渡る[1]。
  - 普通科、機甲科、航空科、特殊科等に分かれており、各々に重複してプログラムを受けることも可能。また、特に際立った成績を上げた者に対しては正式に受勲・昇格が行われる[1]。
  - 訓練内容は、各演習を担当する教育担当官（前述のプログラムを受けた下士官と一部の将校）たちは全員、各分野におけるスペシャリストで、ほぼすべてが発足時に各国軍より招聘された者[1]。
  - 教官を含む訓練参加者は皆、特殊ボディアーマーを着用し、演習は全て実弾を用いた完全な“実戦形式”で行われる。
  - 被弾から最大限身を守ることが義務付けられ、“教官チーム 対 訓練生チーム”のスタイルが取られ、人身事故を最大限減らす方策がとられている。
  - 訓練生は敵チームを排除する等の演習ミッションを遂行し、かつ良い成績を上げ、各個人やチーム（小隊）の評価を高めて最高の兵士を目指している。

## 登場人物
ジェイク・テリー教官 (Jake Terry)
アメリカ出身の36歳。階級は曹長。
プレイヤーを厳しくも暖かく迎える教官。STAGE1ではプレイヤーたちの部隊指揮も兼ねる。最終ステージでは敵将としてプレイヤーをねじ伏せに掛かる。昔ゴルフキャディをしていたらしい。捕虜救出ミッションでは1番奥に捕えられている。ちなみに初期設定ではスキンヘッドではなく髪が生えていた。
ナオミ・ターナー教官 (Naomi Turner)
アメリカ出身の29歳。階級は軍曹。
テリー教官の補佐役を勤める。明るく、サバサバした性格で隊員たちの憧れの的になっているとか。第5ステージではプレーヤー達のジープの運転をする。第1面で動きの悪い隊員に檄を飛ばしている。また、特別演習の出題者でもある。
マイケル・ブッチョ教官 (Michael Buccho)
アメリカ出身の27歳。階級は軍曹。敵ボス唯一の黒人。眼鏡をかけている。
STAGE2にて、敵主力兵器（ボス）の操縦を担当する。力押しが得意な巨漢で、真っ向勝負を挑む性格。見た目も性格も大きいためか人一倍大食いらしい。
ミッヒ・ハーネマン教官 (Michi Hanemann)
ドイツ出身の32歳。階級は軍曹。唯一のスキンヘッド。
無類の兵器好きであり、その愛癖は狂気すら感じられる。暴走すると自制が聞かなくなるとか。白い悪魔という二つ名があり、STAGE3にて敵軍需工場のボスとして、STAGE6にて暴走しつつも、（ある意味，頭のいかれた）敵ボスとして対峙する。
オデッサ・シュペンゲラー教官 (Odessa Spengeler)
ドイツ出身の26歳。階級は伍長。敵ボスの紅一点。
ヘリ操縦士のスペシャリストで、冷酷な攻撃性（サディスト?）で任務を淡々とこなす。厳格な性格からか、周りに迎合することは嫌い。STAGE4にて、その対地攻撃ヘリを駆り、怒涛の攻撃をけしかける。
ウォートランを「戦争ごっこ」「ゲーム」と呼び、反感を抱いている描写がある。エンディングにも登場する。
ユーリ・エック・ポー教官 (Yury Ek Poo)
年齢・国籍不明（といっても、年齢は高め）で、幾多の国で傭兵をしていた。カポエイラ等の武術をたしなみ、自然と頭のターバンを愛する（ゆえにターバンを撃つと…）。階級は伍長。
STAGE5にて、奪還するべきタンクを管理する敵ボスとして対峙する。
ロメオ・クーパー教官 (Romeo Cooper)
イギリス出身の23歳で、階級は伍長。
抜群の運動神経で、スポーツやタンク操縦においてかなりの腕前を持つ。チャレンジ精神旺盛で、常に刺激を求めているためか、グズが嫌い。
STAGE7にて、雪上タンク部隊隊長として対峙する。

## ステージ解説

### 地獄の始業ベル！ 訓練機鎮圧作戦！
一般的な訓練用の基地であり、基礎演習を行いながら、最後に訓練用のタンクを鎮圧させる。尚、このステージはロケットランチャーで攻撃する敵と最後のボス戦以外が『アクション刑事』の第3ステージにて再現されている。
- ボス：HR-10/GXS（通称オリジン-ワン）
  - 操縦者：若手タンク操縦候補生

右腕部にガトリング砲、胴体に主砲を装備しており、大火力ながら、機動性に劣る。機甲科の練習機として使われる初期型の二足歩行型タンク。

### 巨漢の猛攻！ 工場地帯突破作戦！
敵の軍需工場を突破しつつ、敵の主力兵器を撃破するという想定で訓練を行う。
- ボス:HF-01B/FGS-M（通称ブルート）
  - 操縦者:ブッチョ教官

左腕部にガトリング砲、右腕部に火炎放射器、胴体に主砲と8門のミサイル発射口を備える四足歩行型タンク。
火力重視であり、パワータイプのブッチョ教官らしい。

### 闇に潜むハンター！　兵器工場潜入作戦！
敵兵士の警備が薄くなる夜間に兵器工場に潜入し、情報偵察及び奇襲攻撃を行うという想定で訓練を行う。このステージのみ暗視スコープが標準装備となっている。また、照明弾を入手出来る。
- ボス:ハーネマン教官

工場に待機していた部隊長との白兵戦という設定で戦う。隊員を執拗に狙い、確実に攻撃する。

### 強行突破！　灼熱の街奪還作戦！
敵に占領された街を強襲・奪還するという想定で訓練を行う。
- ボス:対地攻撃ヘリ
  - 操縦者:オデッサ教官

左右に機銃と4連装のミサイル、中央に掃射角自在のガトリング砲を搭載。冷酷にまで正確に攻撃でき、彼女らしい。尚、出現直後の僅かな間にローターの軸を撃つと1発で撃墜できる。

### 手練の老獪！　タンク奪還作戦！
山岳地帯にある占領された自軍タンクを奪還するという想定で、訓練を行う。
- ボス:ポー教官
  - 占領タンク：HT-03/NGX（通称ベイシュ）

三台のタンクを盾に隠れながらも、確実に攻撃を行う彼は、伊達に年を重ねていない。
なお、このステージは、自軍タンクを1機でも破壊した場合、ボスを倒しても任務失敗とみなし、テリー教官が訓練兵達に腕立て伏せをやらせる場面がある。その後、結果発表の場面でライフが減少する。

### 中東大激闘！　砂塵の街奇襲作戦！
中東にて、占拠された建物を奪還するという想定で、訓練を行う。
- ボス:HT-46M/GG-R（通称ヴィルトファング）
  - 操縦者:ハーネマン教官

状況に応じて変形できる新型タンク。両肩にミサイルポッド、各腕部にガトリングを搭載。
圧倒的な火力で、暴走したハーネマンはリミッターをはずしながら攻撃を行う。

### 白銀の強敵！　雪中突撃作戦！
雪原の村に潜む敵部隊を攻撃するという想定で、訓練を行う。
- ボス：HT-20C/TH（通称セルバ）
  - 操縦者:クーパー教官

右手にマシンガンとグレネード、左手にハンマーを装備しているクーパー専用タンク。冷暖房完備らしい。

### 最終決戦！　軍事基地潜入！
今までの訓練成果のまとめとして、卒業試験代わりに敵軍本部の基地に潜入するという想定の訓練を行う。
- QX-001T/GGS-M（通称ギガース）
  - 操縦者：テリー教官

連合国防軍によって秘密裏に作られた四足装輪型タンク。脚部のトラックボールによって縦横無尽に動かせる。
両サイドにガトリング砲、中央に大口径滑腔砲、肩、上面後部に大量のミサイルを装備している。
全体を装甲で覆っており、動く要塞と化する。
撃破時、ここまでのステージで作戦失敗が無ければ真ボスとして
装甲が外れQX-000T/GGS-M（通称メガリス）となり、無数のミサイルを発射する。
作戦失敗が1つでもあった場合、ギガースを撃破した時点でエンディングとなる。

## 特別演習
一定プレイ条件を満たすと通常ステージに加えて、以下のエクストラステージがプレイ出来る。

### 降り注ぐ恐怖！　ミサイル撃墜演習！
- ステージ出現条件：多人数プレイ中にステージ2をクリア

プレイヤーに向けて次々と放たれるミサイルを訓練時間終了まで迎撃する演習。一発でも撃ち損じると演習失敗となる。

### 決死の潜入！　捕虜救出作戦！
- ステージ出現条件：作戦失敗をせずにステージ4までをクリア

夜間の降雪市街地で敵に捕らわれた味方捕虜を救出する作戦。捕虜に銃弾を当ててしまうと作戦失敗となる。

### 味方を守れ！　砂漠の疾風大作戦！
- ステージ出現条件：e-AMUSMENTカードを使用し、参加プレイヤー全員の階級が「少尉」以上でステージ5をクリア

ヘリに搭乗し、上空から敵の機甲部隊を撃破する作戦。

### 敵急襲！　橋の上の攻防戦！
- ステージ出現条件：e-AMUSMENTカードを使用し、多人数プレイ中且つゲームクリア済みプレイヤーが1人以上参加している状態でステージ6をクリア

迫り来る敵兵を迎撃し、防衛ラインを死守する作戦。

## 勲章、アイテムについて
- 今作ではe-AMUSEMENTの導入により階級、アイテム、勲章の保存が可能になった。
- ステージ終了後ステージの成績に応じて以下のメダルがもらえる。
  - クリアメダル：ステージをクリアした場合全員がもらえる。ただしSTAGE5で味方タンクを破壊してボスを倒しても任務失敗となり獲得できない。
  - ボスメダル：ボスを倒した人がもらえる。
  - クリティカルメダル：通常は兵器の耐久度を0にして撃破するが、一定のダメージを与えると兵器から操縦者が一瞬だけ飛び出してくることがある。このときに操縦者を狙撃すれば一撃でクリアとなる。その際、その攻撃を与えた人がもらえる。白兵戦ボスにおいてはヘッドショットを決めて倒す事で獲得できる。
  - シークレットメダル：多人数プレイで登場するシークレットステージをクリアするともらえる。
  - コンプリートメダル：全クリアやアイテムコンプリートを達成するともらえる。
- また、今までに手に入れたアイテムも記録される。最初はアサルトライフルのみだがゲーム中で獲得するたびに表が埋まっていく。中には直接ゲームに関係しないものもある。ただし、記録されてもそれが使い放題になるわけではない（一部を除く）。

## シークレット兵士
特別演習を除く全てのステージに1度だけ現れる小柄な兵士。プレイヤーへの攻撃は一切せず、ただ画面を走り抜けるだけである。アフロヘアーにサングラスが目立つ。ザ･警察官全国大追跡スペシャルと違い、一定人数倒したからと言って以後出てこなくなる事は無い。出現位置は毎回決まっている。仕留め易さはステージにより難易度が異なる。仕留めることに成功した場合、ブザーが鳴り、尚且つシークレット兵士の驚いた顔が表示される。武器の中には、このシークレット兵士を仕留めない限り出てこない物もある(詳細は後述)。

## 兵器について
最初から持っているアサルトライフル以外は敵が落とした物を拾って使う事が大半。
アサルトライフル
アサルトライフル	
装填数24。デフォルト武器。
サブマシンガン
装填数50。トリガーを引きっぱなしで連射可能。命中精度は低い。
マシンガン
装填数100。性能はサブマシンガンと同じ。サブマシンガンより弾数が多い。
「軍事基地潜入作戦！」で後半の分岐ルートをサイレンを鳴らさずに安全ルートを進み、特定の敵を倒す。
ロケットランチャー1
装填数1破壊力絶大。車両類を一発で倒せるのは大きな魅力で周囲にいる敵も誘爆できる。
ゲーム中では獲得すると“RPG”と表現する。
ロケットランチャー2
装填数3、ロケットランチャー1と性能は同等。装填数が多い。
1度ゲームクリアしている状態で、ランチャー兵を倒すと極稀に出現。
ライフアップ
ライフが1つ回復する。
盾リペア
ボロボロになった盾が復活する。
照明弾
一定時間、画面が明るくなる。暗いステージでは効果絶大。尚、画面が明るい間にコンティニュー画面になった場合、敵兵の動きは止まるが光は一定時間後に消える。
煙幕弾
一定時間、煙幕に包まれ、敵が当り弾を撃ってこなくなる。
1度ゲームクリアしている状態で、手榴弾敵を倒すと極稀に出現。
スコープ
装填数12、スコープ照準が出る。正しい姿勢で狙うと、さらに倍率が上がる。
「訓練機鎮圧作戦！」で1人プレイ時、且つ60秒以内に倉庫前のポイントまで行く。
パワースコープ
装填数12、スコープよりもさらに高い倍率のスコープ照準が出る。正しい姿勢で狙うとさらに倍率が上がる。
「訓練機鎮圧作戦！」で1度ゲームクリアしている状態で、1人プレイ時、且つシークレット兵士を倒し、60秒以内に倉庫前のポイントまで行く。
サウンドサプレッサー（サイレンサー付アサルトライフル）
装填数32、性能はアサルトライフルと同じだが、ショット音が無いので、警戒している敵に見つかることなく狙撃できる。
「工場地帯突破作戦！」で90秒以内にボス手前のポイントで特定の敵を倒す。
カービン（アサルトライフルSSR仕様）
装填数32、性能はアサルトライフルと同じだが、弾数も多く、一瞬でリロードできるのが魅力。
「工場地帯突破作戦！」1度ゲームクリアしている状態で、シークレット兵士を倒し、且つ70秒以内にボス手前のポイントで特定の敵を倒す。
ガスマスク
リザルト画面で兵士がガスマスクを被って登場する。結果画面に入る時に武器切り替えボタンを押しっぱなしにしていると、装備を外すことが出来る。
「兵器工場潜入作戦！」で警戒している敵に見つかることなく、指定の敵を倒す。
テリー人形
リザルト画面で兵士がテリー人形を腕につけて登場する。結果画面に入る時に武器切り替えボタンを押しっぱなしにしていると、装備を外すことが出来る。
「兵器工場潜入作戦！」で一度ゲームクリアしている状態で、このステージのサーチ敵に一度も見つからず、且つシークレット兵士も倒し、指定の敵を倒す。
3点バースト
装填数36、1トリガーで3発連射できる。
「灼熱の町奪還作戦！」でビークルに乗っている間に敵を20人以上（タンク含む）倒し、更にシークレット兵士を倒した後、特定の敵を倒す。
フルオートライフル
装填数24、トリガー引きっぱなしで連射可能。命中精度も高い。
「灼熱の町奪還作戦！」で1度ゲームクリアしている状態で、ビークルに乗っている間に敵を25人以上（タンク含む）倒し、更にシークレット兵士を倒した後、特定の敵を倒す。
スタングレネード
一定時間、敵が当り弾を撃ってこなくなる。
「捕虜救出作戦！」で捕虜を誤射せずに後半、特定の敵を倒す。
ショットガン
装填数7、攻撃範囲が広い。飛距離が長くないので遠くにいる敵には届かない。
「タンクス奪還作戦！」でビークル走行中、特定のポイントまでに敵兵を20人以上倒す。
フルオートショットガン
装填数7、性能はショットガンと同じ。トリガー引きっぱなしで連射可能。
「タンクス奪還作戦！」で一度ゲームクリアしている状態で、ビークル走行中、特定のポイントまでに敵兵25人以上倒す。
ホーミング1
装填数3、ロックオンした敵を追従する。誘爆もするが、範囲が狭い。
「雪中突撃作戦！」でシークレット兵士を倒した後、特定の敵を倒す。
ホーミング2
装填数3、ホーミング1より追従速度が速く、誘爆範囲も広い。
「雪中突撃作戦！」で一度ゲームクリアしている状態で、参加している全員が「ホーミング1」を所持していて、且つシークレット兵士を倒した後、特定の敵を倒す。
手榴弾
装填数3、飛距離は短いが、誘爆範囲がかなり広い。
「砂塵の街奇襲作戦！」でシークレット兵士を倒した後、特定の敵を倒す。
ICBM
使用すると「作戦成功」でステージクリアすることが出来る究極のアイテム。
「軍事基地潜入作戦！」で一度ゲームクリアしてこれまでの全てのステージのシークレット兵を倒した状態で、後半の分岐ルートをサイレンを鳴らさずに安全ルートを進み、このステージのシークレット兵士を倒す。